# Riera Carbonell
La Riera Carbonell, també coneguda com la Riera de Carbonell o la Riera de Corró, és un curs d'aigua del Vallès Oriental, afluent per l'esquerra del riu Congost. Neix al terme municipal de Cànoves i Samalús, recorre Corró d'Amunt, Marata i Corró d'Avall (Les Franqueses del Vallès) i desemboca al riu Congost a l'alçada de Granollers. La riera fa de partió dels termes municipals de les Franqueses i Granollers.
La riera Carbonell neix al sot de Vallfiguera, a uns 700 metres d'alçada, vora la Roca Centella, en el terme municipal de Cànoves i Samalús. La riera té una llargada de 14,8 km, i els primers 2,6 km baixa costeruda i envoltada d'alzinars espessos. Aquest pendent es fa més suau quan la riera travessa la carretera entre La Garriga i Cànoves, i seguidament entra al terme municipal de les Franqueses, on travessa primer Corró d'Amunt i després Marata. Al llarg del seu recorregut, la riera alterna presència subterrània i en superfície.

## Flora i fauna
L'existència d'aigües subterrànies afavoreix la presència de bosc de ribera, i a Marata s'hi havien descrit l'avellaner, el pollancre, l'àlber i el vern. A nivell faunístic, s'hi havien citat ocells com blauets, pigots verds, tudons, tords i merles, rèptils com la tortuga de rierol i la serp d'aigua, amfibis com reinetes, diferents tipus de gripaus i salamandres. També s'hi havien vist gran quantitat d'anguiles i crancs de riu autòctons. Puntualment s'hi van realitzant esforços per recuperar la fauna i flora autòctona i retirar les espècies invasores.
L'any 2020 es va crear el Col·lectiu Vall del Carbonell, amb l'objectiu de reivindicar la conservació dels valors culturals i naturals de la vall d'aquest riu, que és una de les darreres zones rurals del Vallès Oriental.